# Blaga Dimitrova
Blaga Nikolova Dimitrova, Блага Николова Димитрова (Bjala Szlatina, 1922. január 2. – Szófia, 2003. május 2.) bolgár költőnő, írónő, politikus, Bulgária alelnöke 1992 és 1993 között.

## Élete
Anyja tanár, apja ügyvéd volt. Középiskolai tanulmányait 1942-ben fejezte be Szófiában, 1945-ben a Szófiai Ohridi Szent Kelemen Egyetemen szláv filológiából szerzett diplomát. 
Az 1970-es években írott művei egyre kritikusabbak hangot ütöttek meg a bolgár kommunista kormány vonatkozásában, emiatt többször is retorziók érték. A hetvenes években írt verseskötetei közül négy megjelentetését különösebb indoklás nélkül elutasították. Dimitrova inspirálta John Updike The Bulgarian Poetess című novelláját.
A vietnámi háború alatt többször járt az országban, 1967-ben pedig egy vietnámi lányt fogadott örökbe. Férje Jordan Vasziljev irodalomkritikus volt.

## Válogatott munkái
- До утре (1959)
- Светът в шепа (1962)
- Жена
- Обратно време (1965)
- Пътуване към себе си (1965)
- Осъдени на любов (1967)
- Отклонение (1967)
- Мигове (1968)
- Страшния съд (1969)
- Лавина (1971)
- Подземно небе (1972)
- Как (1974)
- Младостта на Багряна и нейните спътници (1975)
- Дни черни и бели. Елисавета Багряна – наблюдения и разговори (1975)
- Гонг (1976)
- Глухарчето (1996)
- Пространства (1980)
- Лице (1981)
- Лабиринт (1987)
- Между (1990)
- Нощен дневник (1992)
- Отсам и отвъд. Силуети на приятели (1992)
- Знаци по снега (1992)
- Нощна лампа сред бял ден (1999)
- Времена (2000)

## Magyarul megjelent művei
Különböző antológiák és irodalmi magazinok számos versét közölték, az alábbi lista csak az önálló köteteket tartalmazza.
- Akik nem mertek szeretni. Regény; ford. Karig Sára; Egyetemi Ny., Bp., 1971 (Kozmosz könyvek)
- Szeretetre ítélve. Regény; ford. Karig Sára, utószó Juhász Péter; Európa, Bp., 1973
- Időtöröttek. Válogatott versek; vál., utószó Szondi György, ford. Székely Magda, Szondi György, Turcsány Péter; Kráter Műhely Egyesület, Bp., 1991 (Gadulka) ISBN 9637583017

## Fordítás
- Ez a szócikk részben vagy egészben  a   Blaga Dimitrova című angol Wikipédia-szócikk ezen változatának fordításán alapul.  Az eredeti cikk szerkesztőit annak laptörténete sorolja fel. Ez a jelzés csupán a megfogalmazás eredetét és a szerzői jogokat jelzi, nem szolgál a cikkben szereplő információk forrásmegjelöléseként.